# Indigene Völker

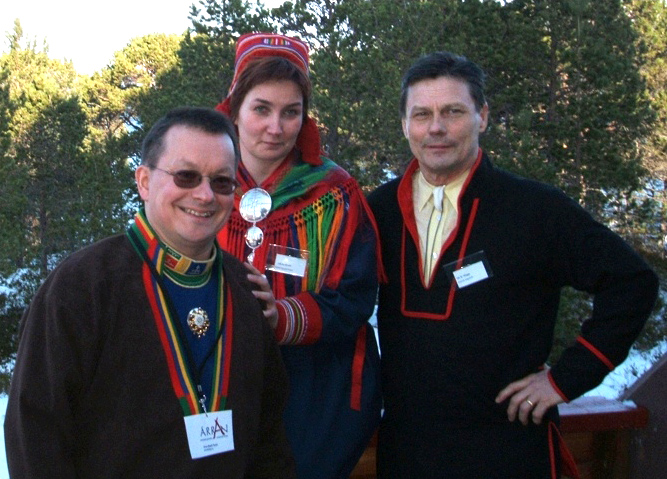
Die ersten drei Präsidenten des Samen-Parlaments in Norwegen: Sven-Roald Nystø, Aili Keskitalo und Ole Henrik Magga (2006)

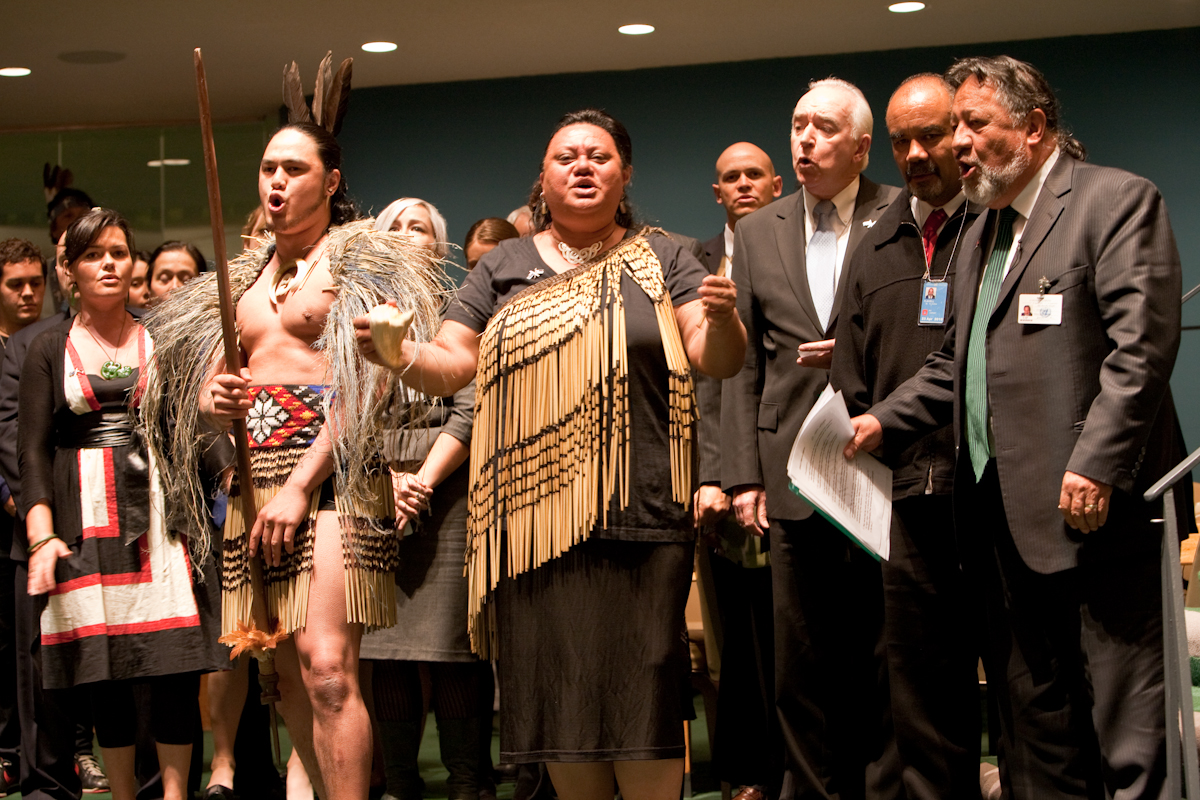
Neuseeländische Māori feiern 2010 die Anerkennung ihres Landes in der Erklärung der Vereinten Nationen über die Rechte der indigenen Völker

Indigene Völker (von lateinisch indigenus „eingeboren“) sind im Sinne der Definition der UN-Arbeitsgruppe über Indigene Bevölkerungen von 1982 Bevölkerungsgruppen, die sich als Nachkommen der Bewohner eines bestimmten räumlichen Gebietes betrachten, die bereits vor der Eroberung, Kolonisierung oder Staatsgründung durch Fremde dort lebten, die eine enge (emotionale, wirtschaftliche und/oder spirituelle) Bindung an ihren Lebensraum haben und die über eine ausgeprägte ethnisch-kulturelle Identität als Gemeinschaft mit eigenen soziopolitischen und kulturellen Traditionen verfügen. In bestimmten Kontexten ist bzw. war auch der Ausdruck autochthone Völker („ursprüngliche“) gebräuchlich. Über die Definition hinaus wird oft davon ausgegangen, dass diese Bevölkerungsgruppen oft einer politischen oder gesellschaftlichen Marginalisierung ausgesetzt sind.
Einer Studie aus dem Jahr 2012 zufolge lebten damals schätzungsweise 500 Millionen Angehörige indigener und isoliert lebender Völker auf der Erde; allein auf der pazifischen Insel Neuguinea werden 832 indigene Völker mit jeweils eigener Sprache gezählt.
Der Begriff indigene Völker beinhaltet vor allem politische menschenrechtliche Ansprüche, weil Angehörige indigener Völker oft diskriminiert und an den Rand der Gesellschaft gedrängt werden (Marginalisierung). Dazu gibt es bei den Vereinten Nationen drei Organe: den Expertenmechanismus für die Rechte indigener Völker (vormals UN-Arbeitsgruppe über Indigene Bevölkerungen), den UN-Sonderberichterstatter für die Rechte indigener Völker und das Ständige Forum für indigene Angelegenheiten.
Bestrebungen traditioneller Gesellschaften, moderne Kulturelemente als „etwas Eigenes“ in die indigene Kultur zu integrieren, sowie moderner Gesellschaften, indigene Elemente einzufügen, bezeichnet man als Indigenisierung. Wenn bereits weitgehend assimilierte Ethnien traditionelle Elemente wiederbeleben und in modifizierter Form erneut in ihre Kultur integrieren, spricht man von Re-Indigenisierung.

## Definition
Die meistgebrauchte Definition des Begriffes geht auf den UN-Sonderberichterstatter José Martínez-Cobo zurück, der ihn 1986 in seiner grundlegenden Studie über Diskriminierung gegen indigene Völker an vier Kriterien knüpfte. Der folgende Wortlaut weicht leicht von der Definition Cobos ab und orientiert sich an der weiter präzisierten Fassung aus dem Jahre 1996 von Erica-Irene Daes, der langjährigen Vorsitzenden der UN-Arbeitsgruppe über Indigene Bevölkerungen:
1. Zeitliche Priorität in Bezug auf die Nutzung oder Besiedlung eines bestimmten Territoriums: Indigene Völker sind relativ gesehen die „ersten“ Bewohner eines Gebiets.
2. Die freiwillige Bewahrung kultureller Besonderheit, in den Bereichen Sprache, Gesellschaftsorganisation, Religion und spirituelle Werte, Produktionsweisen und Institutionen: Indigene Völker sind kulturell deutlich von der Mehrheitsgesellschaft unterschieden.
3. Selbstidentifikation und Anerkennung durch andere als eine eigenständige Gemeinschaft: Die Betroffenen müssen selbst mehrheitlich der Ansicht sein, dass sie einer eigenständigen Gruppe (einem Volk) angehören und dass diese als „indigen“ anzusehen ist. Gleichzeitig muss diese Ansicht von anderen in nennenswertem Umfang geteilt werden, etwa von Angehörigen anderer indigener Völker.
4. Eine Erfahrung von Unterdrückung, Marginalisierung, Enteignung, Ausschluss oder Diskriminierung, wobei diese Bedingungen fortbestehen oder nicht: Der Grad der heute fortbestehenden Unterdrückung kann höchst unterschiedlich sein – von struktureller Benachteiligung bei Aufstiegsmöglichkeiten bis hin zu Zwangsvertreibung und Ausrottung (Ethnozid). Eine als Gruppe erfahrene Unterdrückung bestimmt in jedem Fall grundlegend das politische Selbstverständnis indigener Völker.

Diese vier Kriterien müssen nicht immer in gleicher Weise zutreffen, sie werden als Arbeitsdefinition verstanden, welche die Mehrzahl der Fälle angemessen beschreibt. Eine ausschließende, „harte“ Definition des Begriffs der indigenen Völker kann und soll es nach Ansicht der Vertreter vieler indigener Gruppen nicht geben, diese Ansicht wurde auch geteilt von der UN-Arbeitsgruppe über Indigene Bevölkerungen (2006 aufgelöst und 2008 ersetzt durch den Expertenmechanismus für die Rechte indigener Völker).
Das Konzept indigen findet teilweise auch dann Anwendung, wenn einzelne Kriterien nicht oder nicht mehr zutreffen. So kann die Selbstidentifikation als indigen fortdauern, auch wenn die erlittene Marginalisierung bereits (weitestgehend) überwunden ist, so etwa bei den Inuit in Grönland.
Ein zentrales Element der Unterscheidung indigener Gemeinschaften von der nicht-indigenen Mehrheitsgesellschaft ist oftmals die besonders enge Bindung indigener Kulturen an ihr jeweiliges Landgebiet sowie die besonders enge Beziehung zu diesem, die zumeist auch spirituelle Bereiche einschließt.
Zentral zum Verständnis des Begriffs ist der Aspekt des Kollektiven: Indigene Völker existieren als soziale Gesellschaften, nicht als bloße Ansammlung von Einzelpersonen. Entsprechend sind die Forderungen nach indigenen Rechten überwiegend Forderungen nach Kollektivrechten, insbesondere sozialen Menschenrechten.

## Wortherkunft „indigen, autochthon“
Die Bezeichnung „indigene Völker“ ist eine relativ junge Lehnübersetzung wahrscheinlich vom spanischen pueblos indígenas und bezeichnet Gemeinschaften von ursprünglichen Bewohnern einer Region oder eines Landes. Der Ausdruck „indigene Völker“ hat in Lateinamerika als Sammelbezeichnung für alle Nachkommen der vorkolumbischen Bevölkerung die Bezeichnungen Indios und Indianer ersetzt, die noch auf Christoph Kolumbus’ Verwechslung des amerikanischen Doppelkontinents mit seinem damaligen Zielland Indien beruhte.
Das Wort indigen setzt sich zusammen aus dem altlateinischen indi- (indu-) „innen, ein-“ und -genus „geboren“, was als „eingeboren“ oder „Eingeborener“ zu übersetzen ist. Allerdings wurde die Bedeutung von indigen zunächst fälschlich gedeutet im Sinne von „aus Indien stammend“ oder „indianischen Ursprungs“ (lateinisch indus „indisch“, nach Kolumbus auch „indianisch“, und -genus „geboren, stammend“), weil mit der Bezeichnung Völker beschrieben wurden, die von präkolumbianischen Hochkulturen (also „indianischen“ Kulturen) abstammen.
In internationalen politischen Zusammenhängen ist indigene Völker (indigenous people[s], pueblos indígenas) die übliche Sammelbezeichnung für Ureinwohnervölker aller Kontinente, während im jeweils nationalen Rahmen oft andere offizielle Sammelbegriffe verwendet werden, beispielsweise Aborigines in Australien, native Americans und First Nations in Angloamerika sowie Adivasi in Indien.
Die Bezeichnung „autochthone Völker“ (von altgriechisch autós „selbst“ und chthōn „Erde“) ist ein Synonym für indigene Völker, das vor allem im Französischen häufig verwendet wird (peuples autochtones). Das Gegenteil wäre allochthon „von fremder Herkunft“.
In den Niederlanden werden auch heute „einheimische Niederländer“, also Menschen mit zwei in den Niederlanden geborenen Eltern, als „autochthon“ bezeichnet, in Abgrenzung zu denjenigen, die „allochthon“ genannt werden.

## Begriffsabgrenzung

### Ureinwohner, Urbevölkerung
„Ureinwohner“ und „Urbevölkerung“ bezeichnen eine Gruppe, für die Punkt 1 der UN-Arbeitsgruppe über Indigene Bevölkerungen zutrifft: „Zeitliche Priorität in Bezug auf die Nutzung oder Besiedlung eines bestimmten Territoriums: Relativ gesehen die ‚ersten‘ Bewohner eines Gebiets.“ In Europa wären als solches vielleicht die Samen oder die Basken zu bezeichnen (aber auch das ist unklar). Im Gegensatz zur indigenen Bevölkerung müssen für Ureinwohner jedoch nicht die Punkte 2–4 der UN-Arbeitsgruppe über Indigene Bevölkerungen zutreffen.

### Eingeborene
Die deutsche Entsprechung des Begriffs indigen ist „eingeboren“, doch findet das Wort Eingeborene aufgrund seines kolonialen oder romantisierenden Beiklangs heute wenig Verwendung.

### Naturvölker
Die Bezeichnung Naturvolk wird im Deutschen oft gleichbedeutend mit „indigene Völker“ verwendet (synonym). Naturvolk ist jedoch heute eine unscharfe Sammelbezeichnung für kleine Völker oder lokale Bevölkerungsgruppen, die weitgehend unberührt von der technischen Zivilisation auf überlieferte Weise in dünn besiedelten Wildnisgebieten leben. Das Wort kennt eine französische Entsprechung (les Naturels), aber keine englische.
Von der modernen Ethnologie (Völkerkunde) wird die Bezeichnung Naturvölker zur Einordnung von Menschengruppen weitestgehend abgelehnt, da er als abwertend (pejorativ) oder irreführend betrachtet wird. Er entstammt der historischen deutschen Völkerkunde und sollte Gruppen mit angeblich „primitiver und kulturloser“ Lebensweise von den „zivilisierten Kulturvölkern“ unterscheiden. Im 20. Jahrhundert erfolgte ein Bedeutungswandel im Sinne „naturangepasster Völker“. Im Endeffekt scheiterten jedoch alle Umwidmungsversuche. Als populäre Kategorie wird die Bezeichnung im allgemeinen Sprachgebrauch, in den Massenmedien und einigen Nachschlagewerken ungeachtet der Begriffsproblematik weiterhin verwendet. Eine wesentliche Kritik betrifft heute die mögliche Gleichsetzung mit dem romantisch verklärten Bild des „edlen Wilden“ aus der Zeit der Aufklärung.
„Indigen“ ist eine völkerrechtlich definierte politische Kategorie, die keinen Rückschluss auf die Lebensweise zulässt und insofern ungeeignet als Ersatz für „Naturvölker“. Eine große Zahl der Indigenen hat heute einen westlichen Lebensstil. Darüber hinaus ist der Begriff „indigen“ in diesem Zusammenhang bisweilen unzutreffend, so beispielsweise für die brasilianischen Quilombolas – Nachkommen afrikanischer Sklaven – oder für viele traditionell lebende Ethnien Afrikas, die in ihren Ländern keine Minderheiten sind und demnach nach der geltenden Definition nicht als Indigene betrachtet werden dürften.
Für eine differenzierte Benennung von traditionell lebenden Bevölkerungsgruppen werden heute verschiedene Umschreibungen verwendet: Laut Anja von Hahn kommt die Bezeichnung „lokale Gemeinschaften“ der wertfreien Auslegung des Naturvolkbegriffes am nächsten.

### Nationale Minderheiten, Volksgruppen
Vertreter indigener Völker legen großen Wert auf die Unterscheidung zwischen ihrer Bezeichnung als nationalen Minderheiten, als Volksgruppen, oder als indigen. Zu den wichtigsten Unterscheidungsmerkmalen gehören die ursprüngliche Bindung indigener Gruppen an ihre jeweiligen Gebiete, der Umstand der sozialen und politischen und ökonomischen Verdrängung (Marginalisierung) sowie der größere kulturelle und soziale Abstand zur jeweiligen Mehrheitsgesellschaft. Außerdem umfasst der Begriff „nationale Minderheit“ auch Gruppen, die selbst eine Vorbevölkerung überlagert haben oder im Nachhinein zugewandert sind.
Eindeutig um nationale Minderheiten handelt es sich bei Angehörigen einer Ethnie, die in einem anderen Staat die Titularnation stellt, von deren Namen sich also die Bezeichnung des Heimatstaates und seiner Staatsbürger ableitet. Dies sind beispielsweise Ungarn in Rumänien, Dänen in Schleswig-Holstein, Serben in Kroatien oder Polen in Litauen. In Deutschland sind Dänen, Friesen, Sorben und Sinti und Roma deutscher Staatsbürgerschaft gesetzlich als nationale Minderheiten anerkannt. Als territorial nicht gebundene Minderheit sind in der Schweiz „Jenische und Sinti“ anerkannt.. Inwieweit diese Gruppen dann unter den Begriff indigen fallen, steht aber in keinem Zusammenhang zu ihrem offiziellen Minderheiten-Status.
Eine Volksgruppe ist im rechtlichen Zusammenhang nur in Österreich synonym zu einer nationalen Minderheit. Die Bezeichnung Volksgruppe kann sich auch auf einzelne ethnische Gruppen innerhalb von polyethnischen Gesellschaften beziehen (Vielvölkerstaaten), und in der Umgangssprache kann damit jegliche ethnische Minderheit gemeint sein.

## Mythen und Religionen indigener Völker
Bis auf wenige Ausnahmen entstammen alle indigenen Völker Kulturen, die ihr Wissen ursprünglich nur mündlich überlieferten und die in lokalen Gemeinschaften lebten, so dass sich viele eigenständige Religionen, Mythen und Weltanschauungen entwickeln konnten. Für alle ethnischen Religionen gilt, dass sie weder heilige Schriften noch Religionsstifter kennen und nicht missionieren. Sehr häufig kommt ein spiritueller Bezug zur natürlichen Umwelt vor, allmächtige Götter oder gar (streng) monotheistische Vorstellungen finden sich fast nirgends. Ebenso gibt es nur selten religiöse Institutionen; Alltag und Religion werden nicht als etwas Getrenntes betrachtet. Daraus folgt auch eine sehr große Wandlungsfähigkeit der jeweiligen „Lehren“: Jeder Angehörige kann seine persönlichen religiösen Erfahrungen einbringen und fremdes Gedankengut wird schnell übernommen, wenn es sich als vorteilhaft erweist. Insofern gibt es heute nahezu keine indigene Religion mehr, die nicht von einer der Weltreligionen beeinflusst wurde.
Neue Erkenntnisse der Mythenforschung deuten darauf hin, dass die ältesten Kulturvorstellungen mythischer Art waren: Menschen waren davon überzeugt, dass alle Vorgänge sowohl im als auch außerhalb des Menschen durch die Geister- oder Götterwelt bewirkt werden. Die Geschichten deren Wirkens, die der Philosoph und Mythosforscher Kurt Hübner als archai bezeichnet, zeugen von einer großen emotionalen Verwandtschaft mit der Welt, einer allgegenwärtigen Spiritualität und einem zyklischen Zeitbewusstsein, das den Jahreslauf der Natur ritualisiert. Dieses zyklische Zeitbewusstsein ist typisch für viele indigene Völker.
Das Zeitalter der Entdeckungen durch die Europäer läutete den Beginn des Kolonialismus ein, in dessen Verlauf die traditionellen Weltanschauungen in mannigfaltiger Weise massiv beeinflusst wurden. In Lateinamerika erschienen zuerst die spanischen und portugiesischen Eroberer, die ihre gewalttätige Herrschaftsübernahme offiziell als „göttlichen Auftrag“ legitimierten. Ihnen folgten in ganz Amerika im 16. und 17. Jahrhundert katholische Missionare. In Afrika und Ozeanien gerieten die Stammesreligionen besonders ab dem 18. Jahrhundert unter Druck; zuletzt die australischen Aborigines ab Mitte des 19. Jahrhunderts. Dabei ergänzten sich die Kolonialherren – durch Besiedlungspläne und militärische Aktionen – sowie die Missionare verschiedener christlicher Konfessionen gegenseitig. Trotz alledem konnten sich viele lokale Religionen bis heute behaupten. Zudem entstanden zahlreiche „neue synkretistische Mischreligionen“, die durch den Einfluss fremder Kulturen als „Krisenreaktion“ entstanden. Beispiele sind die Rātana-Kirche der Māori, die Geistertanzbewegung der Prärie-Indianer, der Peyotismus in Nordamerika oder der Laestadianismus bei den nordeuropäischen Sámi.
Nach wie vor sind fundamentalistische religiöse Organisationen bestrebt, auch noch die letzten „Heiden“ oder „Kāfir“ zu bekehren – selbst wenn es (wie etwa in Brasilien) verboten ist und die negativen Folgen hinlänglich bekannt sind. So hat beispielsweise das evangelikale Joshua Project ein internetgestütztes Netzwerk aufgebaut, um u. a. mit Hilfe eines Jesus-Films in allen möglichen Sprachen zu missionieren. Die „Erfolge“ tausender Unterstützer weltweit werden in einer Datenbank veröffentlicht und mit einer visuellen „Bekehrungsampel“ bewertet, um zu weiteren Anstrengungen zu motivieren.

## Konfliktfelder

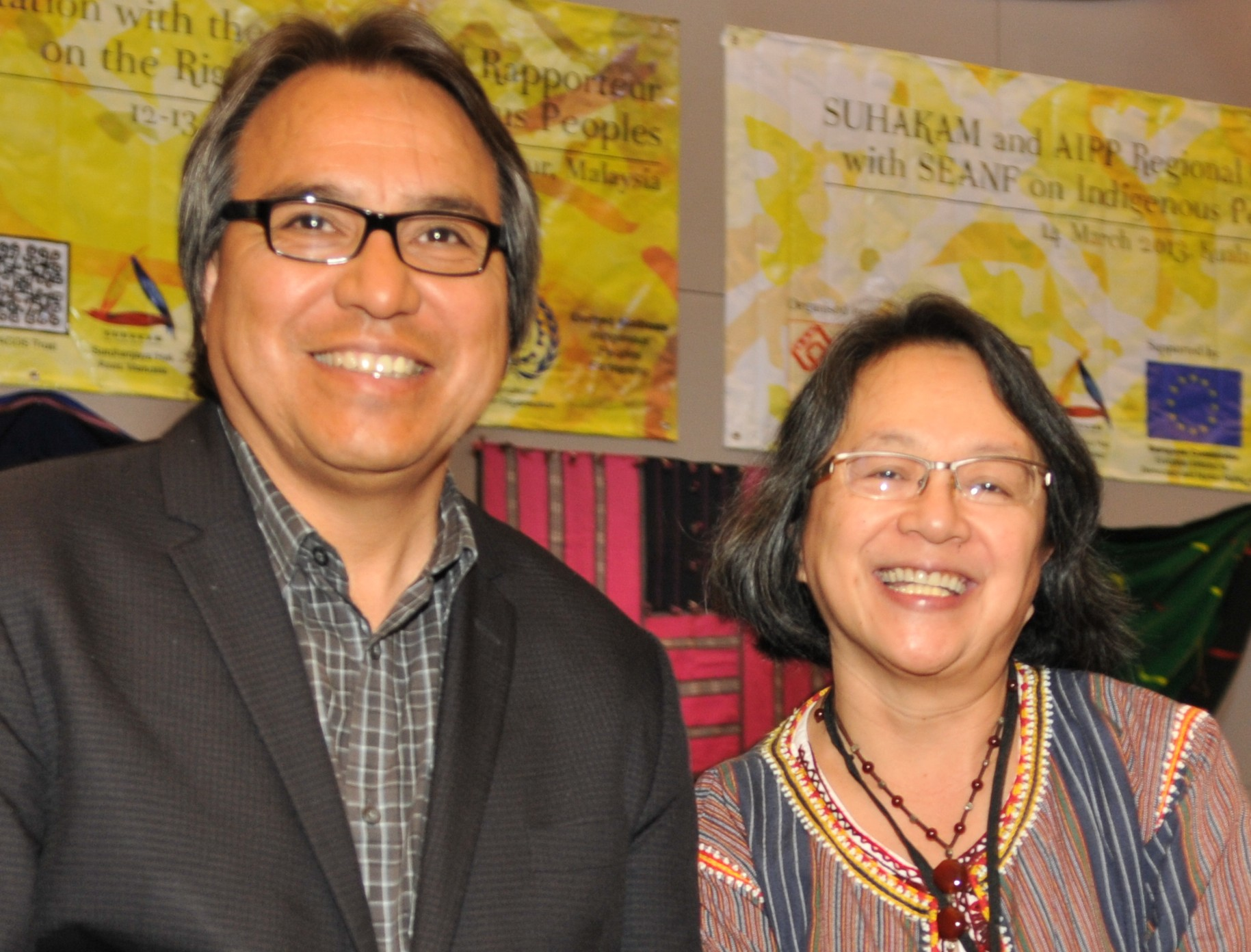
James Anaya, bis 2014 UN-Sonderberichterstatter für die Rechte indigener Völker, und seine Nachfolgerin Victoria Tauli-Corpuz (2013 in Kuala-Lumpur)

### Land- und Ressourcenkonflikte
Häufig umstrittene Fragen sind die Rechte an Landbesitz, teils umfassender an ganzen Landflächen. Viele indigene Völker verstehen Landbesitz als gruppeneigene, kollektive Rechte, die innerhalb einer Familie, Abstammungsgruppe, Erblinie oder einem Clan eigenständig verwaltet und auch vererbt werden. Mit der Verfügungs- und Nutzungsgewalt über Land(flächen) sind immer auch genau ausgehandelte Land-Nutzungsrechte anderer Gruppen des sozialen Gefüges verbunden, wie auch eigene Nutzungs- und Durchquerungsrechte an deren Land(besitz). Ihr eigenes Land gilt indigenen Gruppen und erst recht ganzen Völkern als grundsätzlich unveräußerlich. Im Falle von Nomaden und Halbnomaden kann sich der Flächenanspruch weit ausdehnen, oft verbunden mit jahreszeitlich vorgegebenen Ortswechseln. Beispielsweise leben auch in heutiger Zeit noch einige indigene Völker und Ethnien als Jäger und Sammler (Wildbeuter, siehe auch Indigene Bevölkerungsgruppen in Wildnisgebieten).
Demgegenüber wird in modernen Industriestaaten wie auch in europäisch geprägten, liberalen Gesellschaften der Grundbesitz als ein individuelles Recht verstanden, als Privateigentum. Verschiedene Verwertungsinteressen der Industriestaaten an Rohstoffen und Materialien kommen schnell in Konflikt mit indigenen Völkern bezüglich der Vorstellungen von Landnutzung. Dazu kommen Verwertungsinteressen von Indigenen an ihrem „eigenen Land“, die ihren eigenen Rechtstraditionen entgegenstehen können.
Da viele indigene Völker in zum Teil ressourcenreichen Gebieten der Erde leben, sind Konflikte, vor allem um Landnutzung und -rechte, ein generelles Problem dieser Völker. Ein Großteil der Uran-, Erdöl-, Gold- und Kohleförderung der Erde findet in den Gebieten indigener Völker statt. Ähnliches gilt für einen großen Teil der Atomtests der letzten Jahrzehnte, für Atommüllendlager und Großstaudämme. Dabei ziehen die Aktivitäten transnationaler Konzerne oftmals Militarisierung, Gewalt und bewaffnete Konflikte nach sich, so etwa auf der zu Papua-Neuguinea gehörenden Insel Bougainville, bei der ein Bürgerkrieg wegen einer Kupfermine des Konzerns Rio Tinto Group etwa 10.000 Menschen das Leben kostete.
Auch die Einrichtung von Großschutzgebieten zur Erhaltung der Natur verläuft nicht immer konfliktfrei für die Ureinwohner. So wurden insbesondere in mehreren afrikanischen Ländern indigene Gruppen von ihrem angestammten Land vertrieben, um die Gebiete in Nationalparks umzuwandeln. Interessenvertreter der Indigenen sehen darin wirtschaftliche Interessen: Ehemals ökonomisch wertlose Gebiete, in denen durch die in der Subsistenzwirtschaft lebenden Völker weder Geld hinein noch hinaus floss, werden durch den Status von Nationalparks und infolge von Tourismus sowie Infrastrukturmaßnahmen monetär in Wert gesetzt. Als Verursacher oder zumindest Dulder dieses Vorgehens werden auch die großen Umweltschutzorganisationen WWF, Conservation International und Nature Conservancy genannt. Auf der anderen Seite verlieh der WWF 2011 einem samischen Verein in Nordschweden eine Auszeichnung für das zukunftsweisende indigene Management des Laponia-Welterbeparks. Die Erkenntnis, dass traditionelle indigene Lebens- und Wirtschaftsweisen ein integraler Bestandteil ursprünglicher Naturlandschaften sind, wäre für die betroffenen Völker ein bedeutender Schritt in die richtige Richtung. Als Vorbild sei z. B. der Parque Indígena do Xingu in Brasilien genannt (siehe auch: „Traditionelle Völker und Gemeinschaften“ in Brasilien). Über die Einrichtung von Großschutzgebieten für die Natur und die Indigenen als ihre „Verwalter“ ließen sich Landrechtskonflikte sicherlich deutlich entschärfen.
In Kanada, den USA und mehreren südamerikanischen Ländern gibt es seit vielen Jahrzehnten Indianerreservate sehr unterschiedlicher Größe und mit ganz verschiedenen Rechten für die dort wohnenden Ethnien. Darüber hinaus existieren in Kanada großräumige Territorien mit speziellen Rechten für die First Nations wie Nunavut und Nunavik, die eine weitreichende Territorialautonomie ermöglichen. Australiens Aborigines sind seit Anfang des 21. Jahrhunderts wieder Eigentümer großer Landgebiete, die zum Teil als Indigenous Protected Area zum Schutz der Natur und der Ureinwohner ausgewiesen werden. Aus der rein rechtlichen Festlegung von Gebieten für Indigene auf diesen drei Kontinenten lassen sich allerdings keinerlei Rückschlüsse auf den ökologischen Zustand oder die konkrete Situation ihrer Bewohner ziehen.

### Bedrohte Sprachen
Die jahrhundertelange Kolonisierung war sehr häufig mit Bestrebungen verbunden, die Indigenen zu entwurzeln und in die europäischen Kulturen zu assimilieren. Da die eigene Sprache ganz wesentlich zum Erhalt einer Kultur beiträgt, gab es – ebenso wie bei sprachlichen Minderheiten in den eigenen Ländern – etliche systematische Versuche, indigene Sprachen auszulöschen. Dass diese Strategie „erfolgreich“ war, ist an der großen Zahl bereits ausgestorbener und bedrohter Sprachen erkennbar, bei denen es sich mehrheitlich um indigene Sprachen Nord- und Südamerikas, Australiens und Asiens handelt. Je nach Schätzung sollen zwischen 50 Prozent und 90 Prozent aller lebenden Sprachen im 21. Jahrhundert ernsthaft gefährdet sein beziehungsweise verschwinden.

### Völkerrechtlicher Status
In der Diskussion besteht eine langjährige Debatte, ob bzw. welchen indigenen Völkern völkerrechtlich der Status eines Volks zukommen sollte. Damit sind weitreichende und spezifische Rechte verbunden, zuallererst das Recht auf Selbstbestimmung (Selbstbestimmungsrecht der Völker), was die freie Verfügung über Land und Ressourcen einschließt. Da manche indigene Völker häufig in ressourcenreichen Regionen leben, fürchten zahlreiche Staaten im Falle einer Anerkennung dieses Rechts, die Kontrolle über diese Bodenschätze zu verlieren. Weiterhin besteht in Ländern, in denen gewaltsame Konflikte zwischen Regierungen und indigenen Völkern herrschen, mitunter die Befürchtung einer Sezession.
Diese Debatte wird auch als Streit ums kleine „s“ bezeichnet – verkürzt darauf, ob es eine Sprachregelung zugunsten von indigenous peoples (Völker) oder indigenous people (Menschen) geben soll. Einige UN-Institutionen vermeiden diese Problematik gezielt, so hieß die zuständige UNO-Arbeitsgruppe Working Group on Indigenous Populations (UN-Arbeitsgruppe über Indigene Bevölkerungen (UNWGIP)), das 2008 neu eingerichtetes UN-Gremium in New York heißt Permanent Forum on Indigenous Issues (Ständiges Forum über indigene Angelegenheiten).

### Unkontaktierte Völker und Völker in freiwilliger Isolation
Weltweit haben sich mehr als hundert indigene Gruppen dafür entschieden, von der Außenwelt isoliert zu leben – meist nicht freiwillig, sondern aufgrund katastrophaler Erfahrungen. Diese Gruppen werden zumeist als „isolierte Völker“ bezeichnet (uncontacted peoples). Der Grad der Isolation ist unterschiedlich, einige der Gruppen unterhalten Kontakte zu benachbarten Gruppen oder erlauben Verwaltungsbeamten oder Forschern gelegentlichen Zutritt. Ungewollter Kontakt und Vertreibung entstehen durch Rodung, Bergbau, Straßenbau und Eindringen von Goldsuchern. Aufgrund ihrer Isolation besitzen Angehörige solcher Gruppen teils keine wirksame Immunabwehr gegen Krankheiten, die für Angehörige der Mehrheitsgesellschaft zumeist harmlos sind.
Zahlreiche isolierte Gruppen leben in den Regenwäldern Perus und Brasiliens. Auf den zu Indien gehörenden Andamanen leben mit den Sentinelesen und Jarawa zwei Völker in verschiedenen Graden der Isolation.

### Kritik und Anspruch der Indigenen
In verschiedenen Veröffentlichungen weisen Vertreter unterschiedlicher indigener Völker immer wieder darauf hin, dass ihre Kulturen und Weltanschauungen Alternativen für die moderne westliche Lebensweise und ihre globalen Problemfelder bieten könnten. Häufig wird dabei kritisiert, dass die westliche Welt ihre Kulturen als primitiv oder unterentwickelt betrachten würde, obwohl sie in der Regel auf eine Jahrtausende währende erfolgreiche Lebensstrategie zurückblicken könnten. In allen diesen Publikationen geht es nicht um eine romantisch verklärte Rückkehr zum Leben in der Natur, sondern vielmehr um die Aufnahme bewährter Elemente oder traditioneller, oftmals nachhaltig orientierter Werte ihrer Kulturen in die moderne Lebensweise. Insbesondere der globalisierte Kapitalismus steht dem entgegen. So hat sich z. B. die Situation der kleinen Völker Nordsibiriens nach dem Zusammenbruch der Sowjetunion aufgrund der neuen Marktstrukturen drastisch verschlechtert und der Preisdruck für Rentierfleisch zwingt immer mehr nordeuropäische Sami zur umweltschädigenden Intensivierung oder Aufgabe der traditionellen Rentierzucht. Beim 8. Weltsozialforum in Belem (2009) forderten indigene Organisationen eine Abkehr von der „kapitalistischen Ausbeutung“, welche die „kolonialistische westliche Zivilisation“ über die Länder Südamerikas gebracht habe. Es bedürfe neuer und kreativer Optionen für eine „Koexistenz zwischen Natur und Gesellschaft“ nach dem Vorbild der indigenen Kulturen. Eine weitreichende anti-westliche Philosophie, die den Europäer als krankhaft bösen Menschen darstellt, dessen Symptomatik (genannt „Wétiko-Psychose“) sich seuchenartig auf die unterworfenen Völker übertragen würde, entwickelte der US-indianische Professor Jack D. Forbes.

### Forderungen indigener Völker
Zentrale Forderung der meisten Organisationen indigener Völker ist die verbindliche und uneingeschränkte Anerkennung ihrer Menschenrechte, beginnend mit dem Recht auf Selbstbestimmung, wie es in den ersten Artikeln der Internationalen Pakte über wirtschaftliche, soziale und kulturelle Rechte sowie über bürgerliche und politische Rechte, also der beiden wichtigsten völkerrechtlich verbindlichen Menschenrechtsdokumente ausdrücklich anerkannt wird.
Dabei ist Selbstbestimmung keineswegs gleichbedeutend mit Sezession (obwohl das Sezessionsrecht als Teil des Selbstbestimmungsrechtes der Völker diskutiert wird) und der Gründung eines eigenen Staates, sondern es geht um die prinzipielle Anerkennung eines Rechts.
In Fällen, wo z. B. transnationale Konzerne große industrielle Vorhaben (Bau von Großstaudämmen, Erdöl- oder Uranförderung, Atomtests, Entsorgung von Giftmüll) auf von indigenen Völkern genutzten oder bewohnten Territorien planen, fordern indigene Völker, dass dies nur nach einer freien, vorherigen und informierten Zustimmung geschehen darf.
In einigen Ländern ist die Forderung nach Free, Prior and Informed Consent bereits gesetzlich verwirklicht, so etwa auf den Philippinen.
Auf der Ebene des internationalen Rechts gehören die Verabschiedung einer Erklärung der Rechte indigener Völker der UN-Generalversammlung vom 13. September 2007 (Resolution 61/295 der UN-Generalversammlung) (über 20 Jahre nachdem die entsprechende Arbeitsgruppe mit der Erarbeitung begonnen hatte), sowie die Ratifizierung des Übereinkommens Nr. 169 der Internationalen Arbeitsorganisation zu den Hauptforderungen.

## Indigene Völker weltweit
Die Gesamtzahl der Angehörigen der indigenen Völker der Erde wird auf etwa 350 Millionen Menschen geschätzt, die größte Dichte indigener Völker kommt auf der Insel Neuguinea (über 1000) vor, davon in Papua-Neuguinea über 770. Dabei bestehen vor allem in Asien und Afrika erhebliche Unsicherheiten, denn in diesen Kontinenten stellen sich viele Regierungen auf den Standpunkt, die gesamte Bevölkerung sei indigen, während für Ethnologen „echte“ indigene Gruppen auch nach der Unabhängigkeit ehemaliger Kolonien oft weiter unterdrückt werden, was bei der Mehrheitsbevölkerung nicht der Fall ist. Sie bezeichnen indigene Völker daher oft auch als innere Kolonien oder Vierte Welt.
Die kulturvergleichende Sozialforschung hat im Laufe der Zeit zu verschiedenen Versuchen geführt (teils stark kritisiert), ähnliche indigene Kulturen zu geographisch abgrenzbaren Kulturräumen oder (zumeist historischen) Kulturarealen zusammenzufassen. Beide Konzepte bieten eine einfache Möglichkeit, einen ersten Überblick über die indigene Vielfalt der Erde zu gewinnen (vergleiche Nordamerikanische Kulturareale und die australischen Kulturareal Desert und Kulturareal Western Desert).
Übersichten indigener Völker
- Liste indigener Völker (weltweit)

Afrika
- Indigene Völker Afrikas

 Amerika (First peoples)
- Eskimo
- Indianer
- Indianer Nordamerikas
- First Nations (Indianer Kanadas)
- Indigene Völker Alaskas
- Indigene Völker Mittelamerikas und der Karibik
- Indigene Völker Südamerikas
- Liste indigener Völker Südamerikas
- Indigene Bevölkerung Brasiliens
- Indigene Völker in Argentinien

Asien
- Indigene Völker Asiens
- Indigene kleine Völker des russischen Nordens
- Indigene Völker Taiwans

Australien und Ozeanien
- Indigene Völker Australien-Ozeaniens
- Aborigines

Europa
- Indigene Völker Europas

Um die Weltöffentlichkeit auf die Probleme der indigenen Völker aufmerksam zu machen, widmeten ihnen die Vereinten Nationen erstmals 1993 ein Internationales Jahr. Von 1994 bis 2004 schloss sich das erste „Internationale Jahrzehnt der indigenen Völker der Erde“ und von 2005 bis 2014 das zweite internationale Jahrzehnt an. 1994 wurde überdies der 9. August als jährlicher Internationaler Aktionstag der indigenen Völker eingerichtet.